# 井上康平
井上 康平（いのうえ こうへい）は、日本の造園家。

## 来歴
千葉大学園芸学部に勤務後、退官した。
緑地植生研究所（1984年株式会社緑生研究所に社名変更）代表取締役や株式会社グリーンヘルス研究所取締役会会長を務めた。
ランドスケープコンサルタンツ協会では理事を経て副会長となる。
2012年に、第34回日本公園緑地協会北村賞を受賞した。
著書に『造園実務必携』（2018、朝倉書店）がある。